# Tony Cascarino
Anthony Guy ("Tony") Cascarino (ur. 1 września 1962 r. w St Paul's Cray, Anglia) – irlandzki piłkarz występujący na pozycji napastnika, wielokrotny reprezentant kraju. Grał m.in. w Celtic F.C., Chelsea F.C. i Olympique Marsylia.
Po zakończeniu kariery został prezenterem w radiu TalkSPORT oraz pisze dla The Times i irlandzkiego Hot Press Magazine.